# Wiechlina roczna
Wiechlina roczna, wyklina roczna (Poa annua L.) – gatunek rośliny należący do rodziny wiechlinowatych. Dawna nazwa ludowa – pajędza. Gatunek kosmopolityczny, wraz z człowiekiem rozprzestrzenił się po całym niemal świecie. Jest uważana za jeden z najbardziej uciążliwych chwastów świata. Zawleczona została nawet do Antarktyki (Szetlandy Południowe), gdzie wkroczyła do naturalnych zbiorowisk tundrowych stanowiąc trzeci gatunek rośliny naczyniowej we florze Antarktyki. W Polsce roślina bardzo pospolita na całym obszarze.

## Morfologia

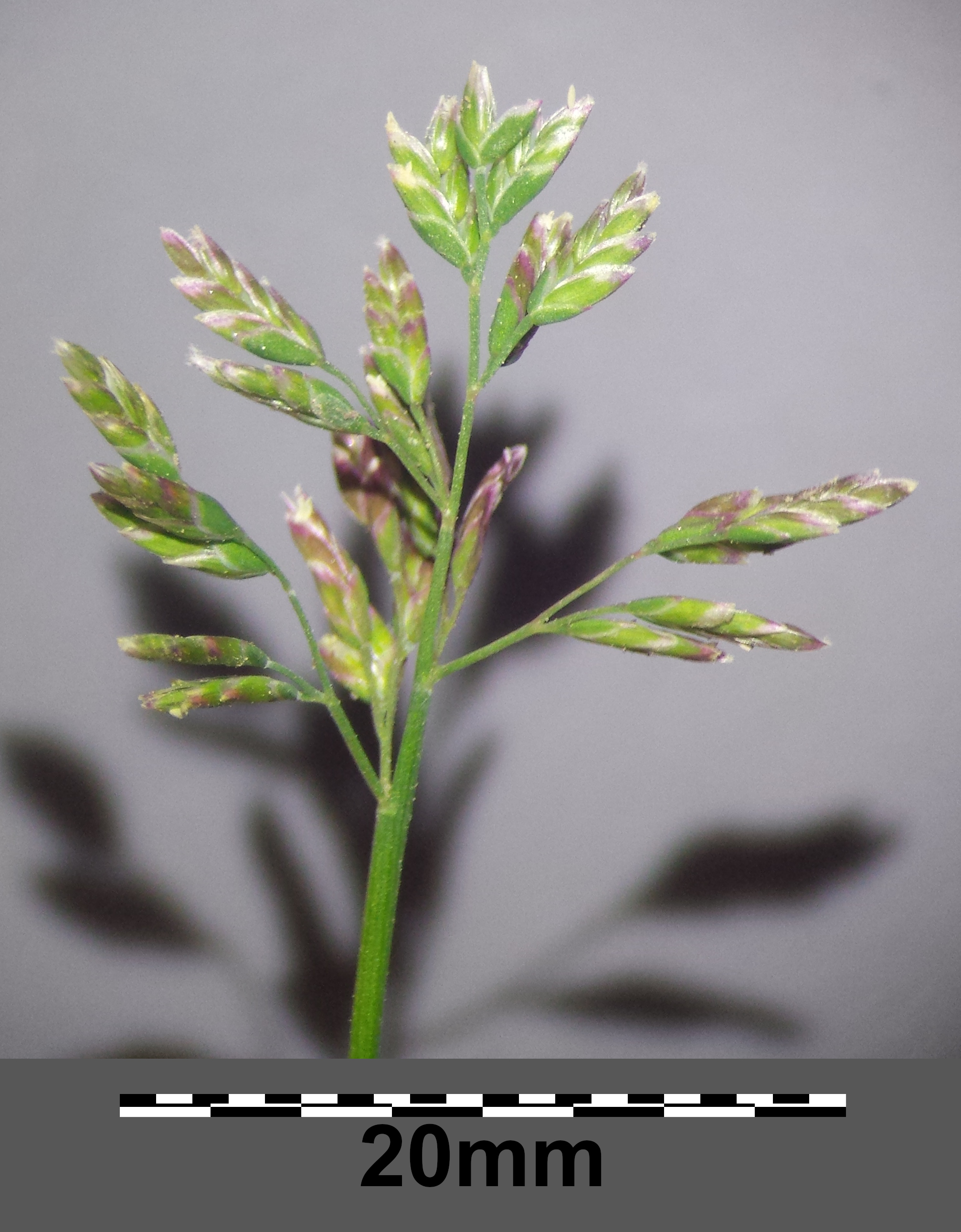
Kwiatostan

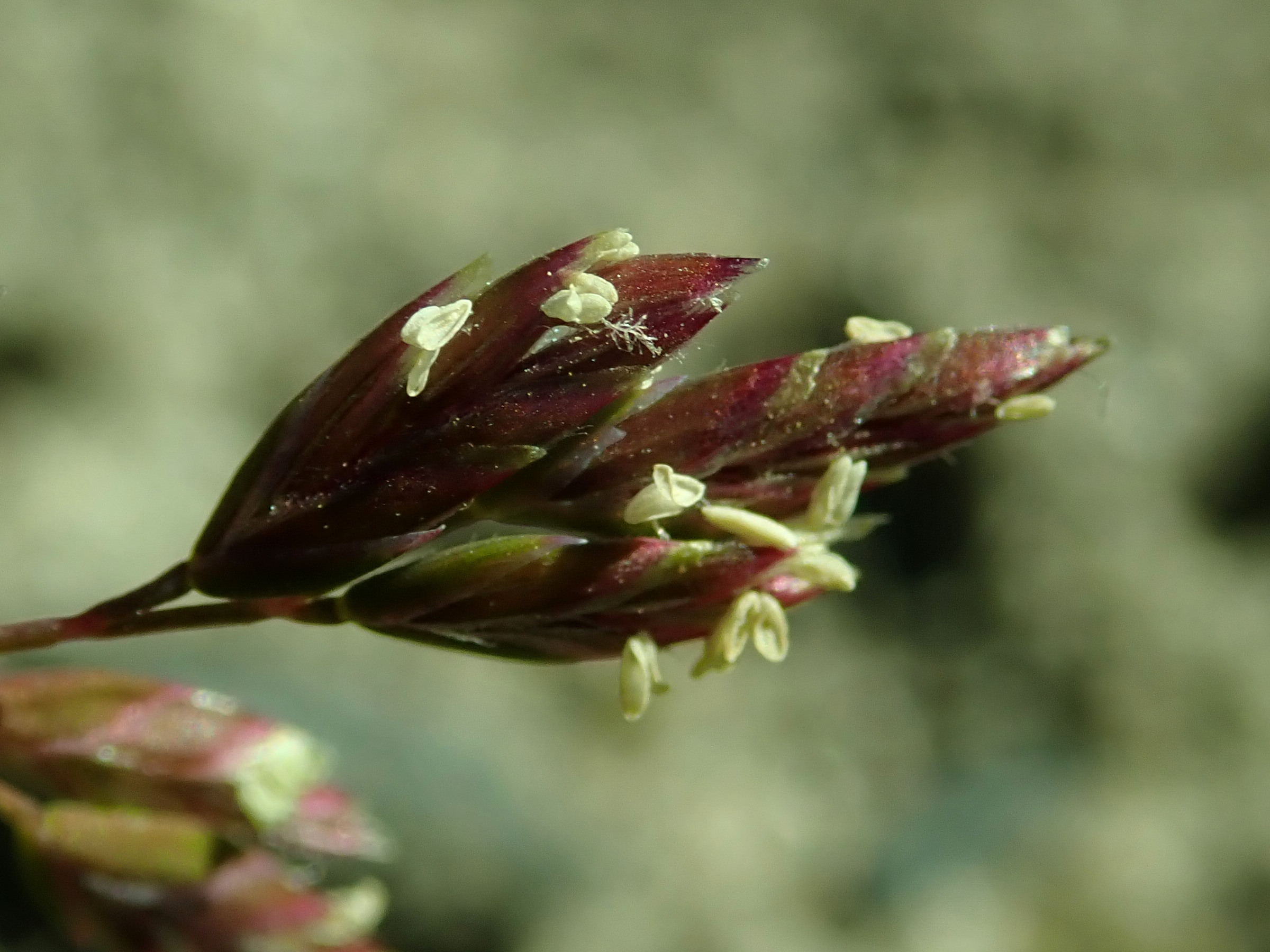
Kłoski

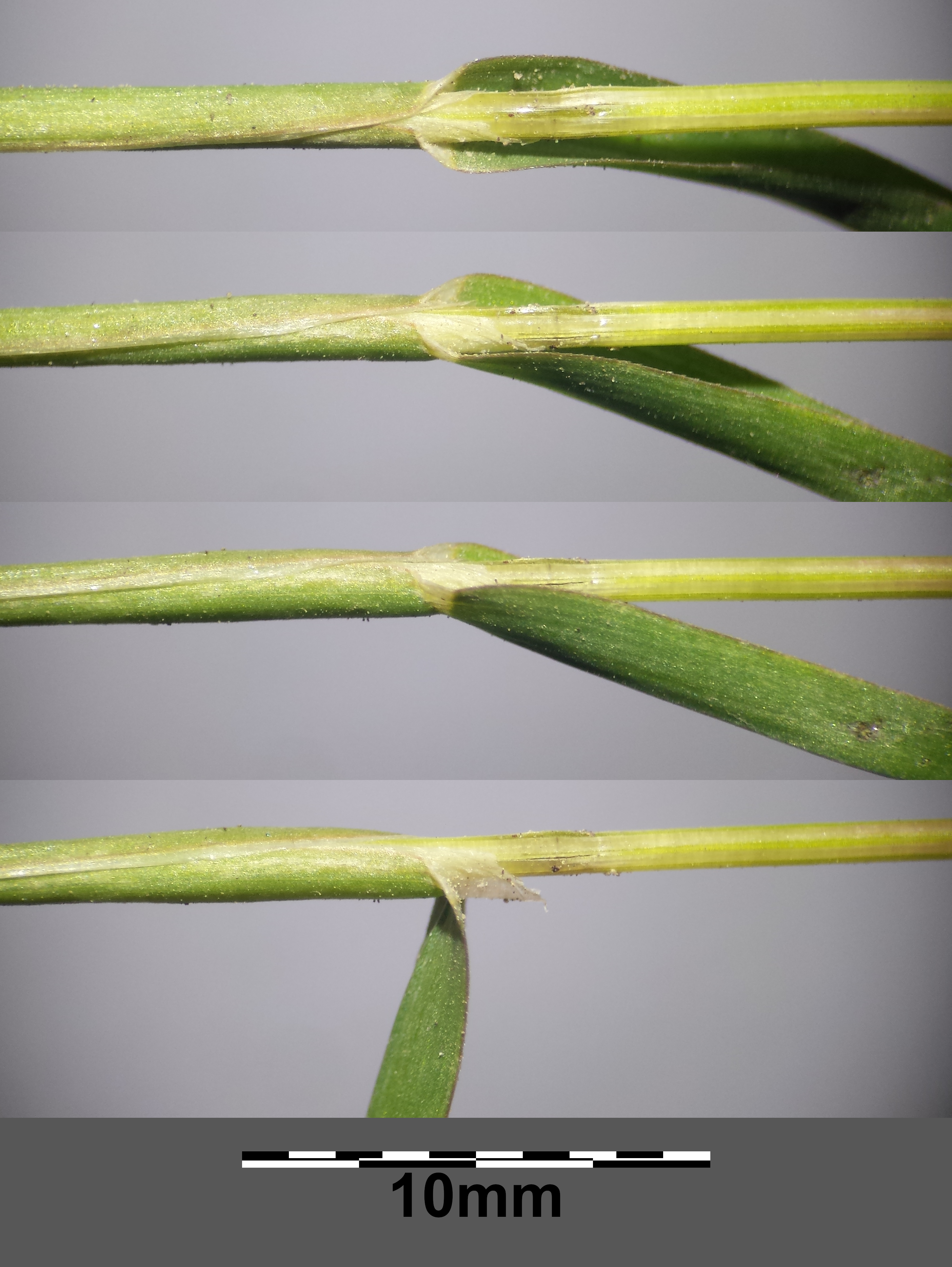
Nasada blaszki

PokrójRoślina jednoroczna lub dwuletnia, a czasami nawet wieloletnia (szczególnie w wysokich górach). Przy ziemi rozgałęziona i tworząca gęstą darń. Wytwarza również rozłogi.
ŁodygaŹdźbła wzniesione lub podnoszące się, o wysokości 5-35 cm, nagie i gładkie.
LiścieŻywozielone, o gładkich pochwach i wyraźnie po bokach ścieśnionych, zwłaszcza na górnych liściach. Blaszki o długości ok. 5 cm, miękkie i o szorstkich brzegach. Języczki dolnych liści mają długość ok. 1 mm i są tępe, u górnych liści są spiczaste i dłuższe.
KwiatyW kłoskach zebranych w rozpierzchłą, jednostronną wiechę. Ma trójkątny kształt i ok. półtorakrotnie większą długość od szerokości. Gałązki wiechy są gładkie, w dolnej części zwykle po dwie. Jajowatego kształtu kłoski o długości 4-6 mm osadzone są na szypułkach i składają się z 3-7 kwiatów (najczęściej 3-5). Kłoski wyrastają już od samej prawie podstawy gałązek. Najwyższy w kłosku kwiat jest przynajmniej dwukrotnie większy od człona osi kłoska, na którym wyrasta. Dolna plewa jest 1-nerwowa i krótsza od górnej, 3-nerwowej. Dolna plewka ma jajowaty kształt, jest 5-nerwowa i tępo zakończona. W kwiatach 1 górny słupek i 3 pręciki o piórkowatych znamionach. Kwitnie przez cały sezon wegetacyjny. Przy dłuższych okresach bezmroźnych potrafi kwitnąć i owocować nawet zimą.
OwocPłaski ziarniak o długości 2 mm. Na brzusznej stronie ma wąską bruzdę.

## Ekologia
Porasta drogi, rowy, przydroża, ogrody, pastwiska i pola uprawne (jako chwast). Rośnie również na miejscach intensywnie wydeptywanych (np. ścieżki). Hemikryptofit (czasami). 
Wiechlina roczna została po raz pierwszy stwierdzona w Antarktyce w sezonie 1984/85 w metalowej kratownicy przy głównym budynku polskiej stacji im. Henryka Arctowskiego na Wyspie Króla Jerzego. Od tego czasu rozpowszechniła się na inne antarktyczne wyspy i północny Półwysep Antarktyczny, rosnąc wśród miejscowej roślinności. Uważa się, że może stanowić poważne zagrożenie dla bioróżnorodności Antarktyki.

## Systematyka i zmienność
Gatunek o dużej zmienności, występuje w wielu odmianach. W Polsce występują:
- Poa annua L. var. aquatica Ascherson – o długich, delikatnych i miękkich pędach i luźnych wiechach. Rośnie na bagnach i nad brzegami wód. W klasyfikacji zbiorowisk roślinnych gatunek charakterystyczny dla Ass. Prunello-Plantaginetum[10].
- Poa annua L. var. reptans Hausskn. – o pędach rozgałęzionych, pokładających się i zakorzeniających się w węzłach. Rośnie na wilgotnych piaskach. Bylina.

## Zastosowanie
- Roślina uprawna:
  - jej nasiona są jednym ze składników niektórych mieszanek traw do obsiewania trawników;
  - na pastwiskach jest doskonałą rośliną pastewną, na łąkach jest jednak zagłuszana przez inne rośliny.
  - na polach golfowych jest na ogół uważana za chwast, jednak w Oakmont Country Club w pobliżu Pittsburgha specyficzna odmiana wiechliny rocznej tworzy greeny o wyjątkowej szybkości[11].